# 2171 Kiev
2171 Kiev este un asteroid din centura principală, descoperit pe 28 august 1973 de Tamara Smirnova.